# 奧科尼亞區

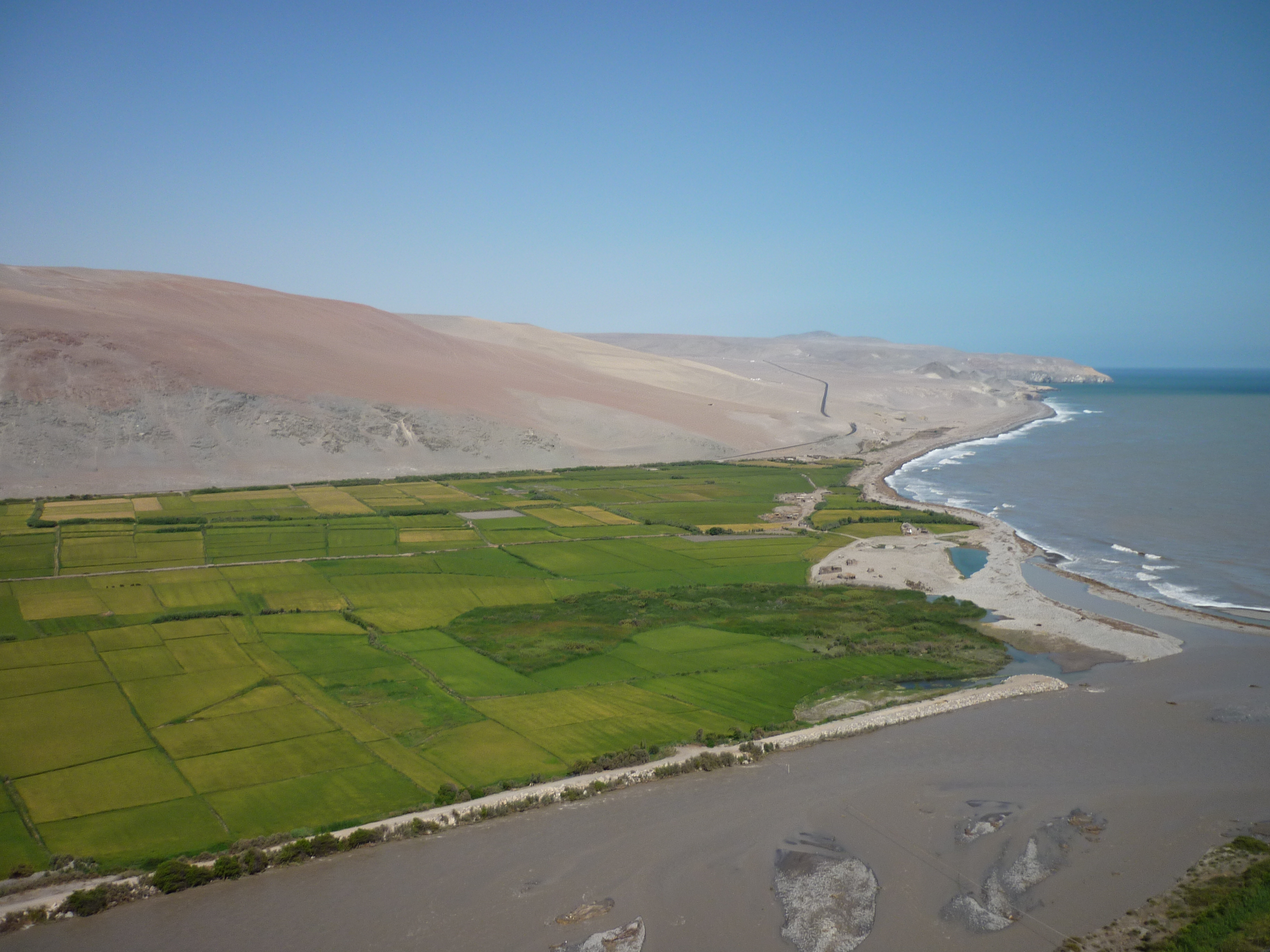

奧科尼亞區（西班牙語：Distrito de Ocoña），是秘魯的一個區，位於該國南部阿雷基帕大區的卡馬納省，始建於1857年1月2日，面積1,415.1平方公里，海拔高度12米，2005年人口4,564，人口密度每平方公里3.2人。